# مطار بروكسل الدولي
مطار بروكسل الدولي (بالهولندية: Luchthaven Brussel-Nationaal) و(بالفرنسية: L'aéroport de Bruxelles-National)‏ (بالألمانية: Flughafen Brüssel-Zaventem) (إياتا:  BRU ، إيكاو:  EBBR) مطار دولي في العاصمة البلجيكية بروكسل افتتح عام 1940 وهو أكبر من مطار بروكسل شارلروا الجنوب وأقرب إلى بروكسل منه حيث يبعد 12 كم عن بروكسل باتجاه الشمال الشرقي. تملك الشركة الأسترالية مطارات ماب 75% من المطار وتملك الدولة البلجيكية النسبة المتبقية وقدرها 25%. ويستعمله سلاح الجو البلجيكي قاعدة جوية له لتأمين المقرات المهمة التي تقبع بالقرب منه كمقر حلف الناتو ومقر الاتحاد الأوروبي.